# Османско-мамелучки рат (1516-1517)
Други османско-мамелучки рат вођен је у периоду од 1516. до 1517. године између Османског царства и Мамелучког султаната. Завршен је османским освајањем мамелучке државе на чијој територији је формиран Египатски ејалет.

## Увод
Односи Египта и Турске погоршали су се доласком на власт египатског султана Кошкадама. Сукоби су избили око кнежевине Караман. Султани су подржавали различите кандидате. Сукоби су настављени током владавине Каит Беја. Брат Бајазита II отрован је приликом посете Египту. Бајазит опседа Адану и Тарс, али је вероватно одбијен. Каит Беј је покушао помоћи муслиманима у Сирији. Међутим, његова помоћ није дала резултате. Умро је 1496. године остављајући државу у великим дуговима код млетачких трговаца. Нови рат избио је 1515. године. Египатски султан оптужен је за пружање помоћи персијском сафавидском шаху Исмаилу I који се побунио против турске власти.

## Рат
Током рата је вођено неколико битака. Мамелучка војска имала је елитне коњанике наоружане луковима и стрелама. Османска елитна војска, поготово јаничари, била је модернија од египатске. Користили су и аркебузе. Мамелуци су остали верни и поносни на своју традицију те нису користили ватрено оружје. Османлије најпре освајају Дијарбакир у југоисточној Анадолији. Одлучујућа битка вођена је код Марџ Дабика. Мамелучки владар Кансух ел Гури убијен је у бици. Иако је била бројчано слабија, турска војска однела је победу у бици. Сирија је након битке код Марџ Дабика пала у руке Османлија. Следећа битка вођена је код Кан Јуниса у близини Газе. Мамелуци су поново поражени. Турска војска прелази у Африку. Нови султан Туман Беј II је регрутовао војнике из различитих друштвених класа у циљу одбране од Турака. Покушао је да војску опреми модернијим оружјем и топовима. Коначно, испред Каира је 24. јануара 1517. године вођена битка код Риданије. У бици су се суочили владари обе државе, турски султан Селим и мамелучки султан Туман Беј. Турци су извели напад од позади изненадивши мамелучку војску која није успела да искористи ватрено оружје. Туман Беј је заробљен и обешен на капијама Каира.
Неколико дана касније у Каиро улазе Турци. Мека и Медина, свети исламски градови, такође су се нашли у саставу Османског царства. Освојивши мамелучку државу Турци су овладали областима око Црвеног мора иако нису успели да освоје Јемен и друге мање територије.

## Последице
Мамелучки султанат престао је да постоји. Османлије формирају Египатски ејалет који је био њихова најјужнија територија. Освајањем Египта у турским рукама нашао се важан поморски пут за Индију. Пад Египта задао је смртан ударац млетачкој трговини. Европски трговци сада су преузимали робу из Бурсе, Алепа, Каира и Цариграда. Преко Египта је вођена и трговина са Африком. Житарице, шећер, зачини и сапун из Азије, а злато и црни робови из Африке, били су основни производи који су ишли преко Египта у Европу. У наредним вековима Османлије ће предузимати походе ка западу. Мамелуци су, међутим, остали присутни у Египту све до почетка 19. века. Коначан удараз задаће им Мухамед Али.